# BYO Records
Pour les articles homonymes, voir BYO.
BYO Records est un label indépendant américain de punk rock et punk hardcore, basé à Los Angeles, en Californie.

## Histoire
BYO Records est fondé en 1981 par Shawn et Mark Stern (2 des 3 frère du groupe Youth Brigade) BYO est l'abréviation de « Better Youth Organization » et a pour objectif de promouvoir le punk rock et autres cultures alternatives de la jeunesse. BYO Records sert d'extension et de réalisation de l'éthos favorisé par Youth Brigade tel que la croyance de « la jeunesse est une attitude, pas un age », et de « chaque génération a sa responsabilité de changer qu'est-ce qui est mauvais dans le monde ». Le label sort plusieurs albums de groupe influent, sinon des groupes genre-defining, incluent 7 Seconds et SNFU dans les années 1980 et Leatherface, The Unseen, Throw Rag, Pistol Grip, Souls, et autres. 
Le label a aussi commencé les BYO Split Series qui sont des albums partagés par des groupes venant d'autres labels, tels que NOFX/Rancid, BYO Split Series Vol. 4 (Anti-Flag/The Bouncing Souls), Youth Brigade/Swinging Utters et Alkaline Trio/One Man Army. Le label célèbre son 25e anniversaire en 2007. Vers la fin 2013, le label semblait inactif.
En 2022, le label Trust Records acquiert la discographie de BYO Records qu'il met en ligne sur les plateformes de ventes,,.

## Groupes et artistes
- 7 Seconds
- Agression
- Clit 45
- Leatherface
- Me First and the Gimme Gimmes
- One Man Army
- Reel Big Fish
- Royal Crown Revue
- SNFU
- Terrorgruppe
- The Bouncing Souls
- The Briefs
- The Business
- The Unseen
- Youth Brigade